# Dózsa Lajos
Dózsa Lajos, Deutsch (Szarvas, 1862. – Makó, 1913. február 7.) magyar kórházigazgató. Dózsa Ármin Csanád vármegyei főorvos volt a nagybátyja.

## Életpályája
Szülei: Deutsch Adolf és Taffer Rozália voltak. Egyetemi tanulmányait kitüntetéssel végezte el. 1881-ben Deutsch családi nevét Dózsára változtatta. 1886-ban visszatért Makóra. Két évig gyakorló orvos, majd Lonovics József főispán kinevezte közkórházi másodorvosnak. Borotvás Dezső kórházigazgató visszavonulása után, 1894-től volt igazgató-főorvos. 1902-ben róla nevezték el Makón a Dózsa–Felletár-házat. 1913. január 12-én az uralkodótól megkapta a királyi tanácsosi kitüntetést.

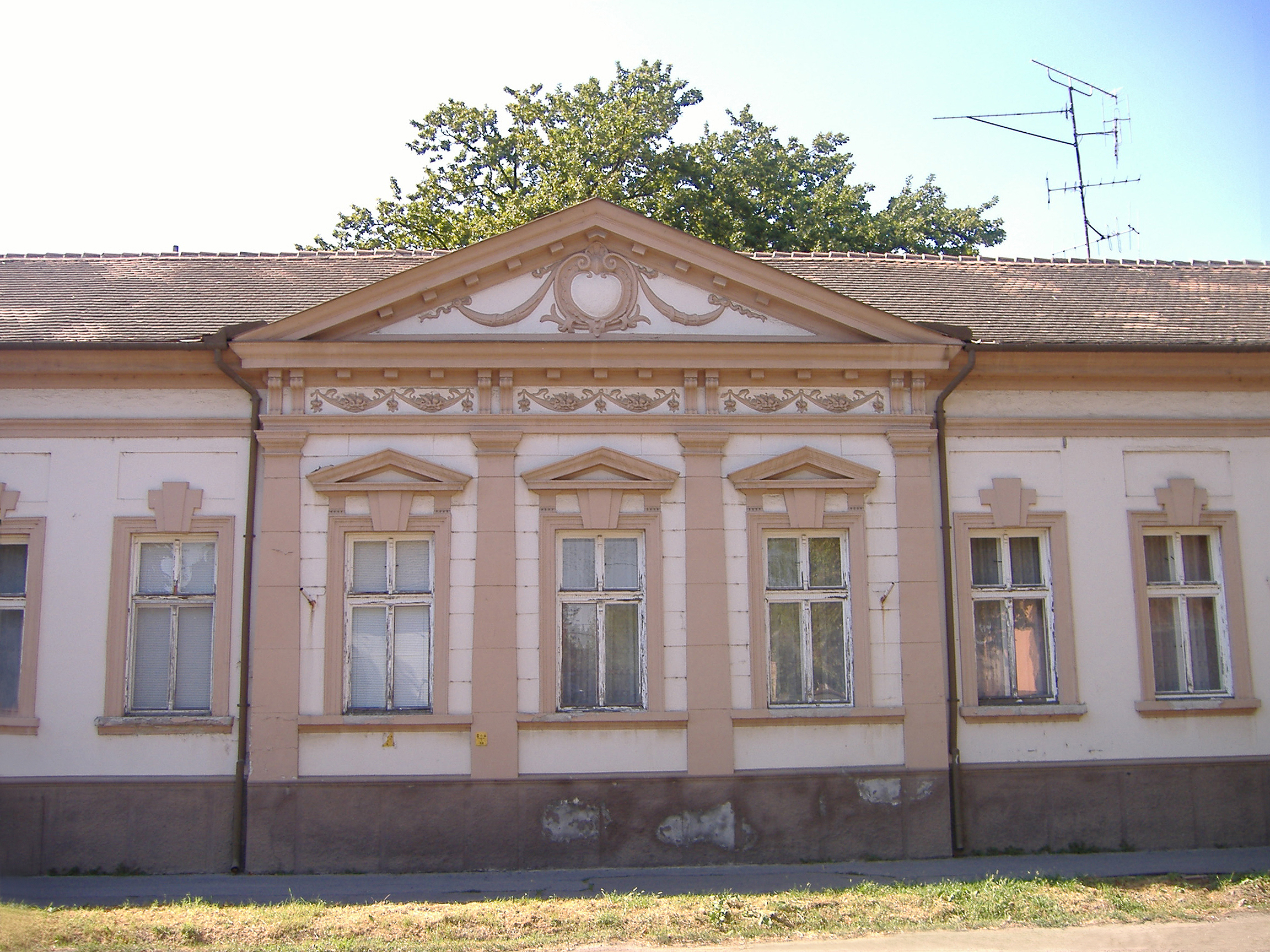
A róla elnevezett Dózsa–-Felletár-ház

Tagja a vármegyei törvényhatósági bizottságnak, Makó város képviselő-testületének, alelnöke az izraelita hitközségnek, igazgatósági tagja a makói takarékpénztárnak és a megyei tiszti főorvos helyettese volt.
1913. február 7-én hunyt el Makón. Halála után a kórházban ravatalozták fel. Weisz Ármin főkántor vezette izraelita énekkar és Kecskeméti Ármin főrabbi búcsúztatta. Sírja az evangélikus temetőben található.

## Magánélete
Felesége Fischer Ilona volt.